# Al-Fadl bin ar-Rabīʿ
Al-Fadl bin ar-Rabīʿ (arabisch الفضل بن الربيع, DMG al-faḍl ibn ar-Rabīʿ, geb. 757/8 in Hebron – gest. 823/4 in Bagdad) war einer der einflussreichsten Beamten des abbasidischen Kalifats unter Hārūn ar-Raschīd (reg. 786–809) und seines Nachfolgers al-Amīn (reg. 809 – 813), denen er als Kammerherr (Ḥājib) und Wasīr (Minister) diente. al-Fadl spielte eine wichtige Rolle als Hauptinitiator des Bürgerkriegs, der nach ar-Raschīds Tod ausbrach. Er unterstützte al-Amīn gegen seinen Bruder al-Maʾmūn (reg. 813–833) und stellte sich auf dessen Seite.

## Leben
al-Fadl ist der Sohn von al-Rabiʿ bin Yūnus, der die Position des Kammerherrn und Wesirs von al-Mansūr (reg. 754–775) innehatte. Er erlangte die Schätzung von Hārūn al-Rashid, der ihm 789–90 die Leitung des Ausgabenamtes (Dīwān an-Nafaqāt) übertrug und ihn dann 795–796 zum Kammerherrn (Ḥājib) ernannte. Nach dem Fall der Barmakiden im Jahr 803 trat al-Fadl die Nachfolge von Yaḥyā ibn Khalīd als Wesir an, allerdings, ohne dass ihm so weitreichende Befugnisse gewährt wurden. Seine Aufgabe beschränkte sich auf die Kontrolle der öffentlichen Ausgaben und die Vorlage von Briefen und Petitionen (ʿarḍ), während ein anderer Sekretär die Finanzverwaltung leitete.
Nach ar-Raschīds Tod in Tūs im Jahr 809 leistete al-Fadl einen Treueeid gegenüber al-Amīn und führte die Armee, die al-Amīn zum Kampf gegen Rafiʿ ibn al-Layth versammelt hatte, nach Bagdad. Kurz darauf war es al-Fadl und ʿAli bin Mahāns Vorschlag, der al-Amīn dazu ermutigte, seinem Bruder al-Maʾmūn die Rechte am Kalifat als Kronprinz zu entziehen und sie auf seinen Sohn Musa zu übertragen. Diese angespannte Situation löste einen Bürgerkrieg (auch als die vierte Fitna bezeichnet wird) aus, der mit der Belagerung Bagdads und dem endgültigen Sieg von al-Maʾmūn endete.
Bei der Ankunft von al-Maʾmūns Streitkräften versteckte sich al-Fadl und tauchte erst wieder auf, als sich die Bewohner von Bagdad und einige Mitglieder der abbasidischen Familie gegen al-Maʾmūn rebellierten, weil er ʿAlī ibn Mūsā ar-Ridā (geb. 768; gest. 818) zu ihrem Kronprinzen ernannt hatte. Sie ernannten stattdessen Ibrahīm bin al-Mahdi (geb. 778; gest. 838), den Onkel von al-Maʾmūn, zu ihrem neuen Kalifen. Als al-Maʾmūn nach Bagdad zurückkehrte, wurde al-Fadl bin ar-Rabīʿ begnadigt. al-Fadl starb im Jahr 822/823 in Bagdad.